# Ergates
Genre
Ergates est un genre d'insectes coléoptères de la famille des Cerambycidae.

## Liste des espèces rencontrées en Europe
- Sous-genre Ergates Audinet-Serville, 1832
  - Ergates faber (Linnaeus, 1761) Ergate forgeron

- Sous-genre Callergates Lameere, 1904
  - Ergates gaillardoti Chevrolat, 1854